# Невьянский район
Невья́нский райо́н — административно-территориальная единица (район) в Свердловской области России. Административный центр — город Невьянск.
С 1933 по 1935 год назывался Калати́нским районом (до переименования Калаты в Кировград), с 1935 по 1941 год (до выделения города Кировграда в отдельную административно-территориальную единицу) — Кировгра́дским районом. В современных границах Невьянский район существует с 1994 года.
С позиции муниципального устройства, на территории Невьянского района образованы два муниципальных образования: городской округ Верх-Нейвинский и Невьянский муниципальный округ.

## Население
| 1959    | 1970    | 1979    | 1989    | 2002    | 2009    | 2010    |
| ------- | ------- | ------- | ------- | ------- | ------- | ------- |
| 66 248  | ↘33 849 | ↗33 985 | ↘31 345 | ↘24 309 | ↗24 516 | ↗47 840 |
| 2011    | 2012    | 2013    | 2014    | 2015    | 2016    | 2017    |
| ↘47 797 | ↗47 850 | ↘47 610 | ↘47 490 | ↗47 493 | ↘47 020 | ↗57 556 |
| 2018    | 2019    | 2020    | 2021    |         |         |         |
| ↘46 120 | ↘45 419 | ↘45 130 | ↘41 874 |         |         |         |

Численность населения Невьянского района по данным на 2023 год составляет 41 586 человек.

## География
Невьянский район расположен в юго-западной части Свердловской области, на юге Горнозаводского округа, к северо-западу от областного центра — города Екатеринбурга. Площадь района — 2007,2 км², что составляет приблизительно 1,03 % от общей площади Свердловской области. Невьянский район вытянут с севера на юг приблизительно на 80 километров, фактически представляя собой буферную зону между агломерациями двух крупных уральских городов — Екатеринбурга и Нижнего Тагила. По Невьянскому району пролегают меридионально вытянутые автомобильная и железная дороги, соединяющие данные города.
Административный центр и единственный город района Невьянск находится в северной части Невьянского района. Единственный в районе посёлок городского типа Верх-Нейвинский расположен в средней части района.
Невьянский район граничит с другими административно-территориальными единицами Свердловской области:
- на севере — с Пригородным районом,
- на востоке — с Режевским районом,
- на юго-востоке — городом Верхней Пышмой,
- на юге — с городом Первоуральском,
- на юго-западе — с ЗАТО городом Новоуральском,
- на западе — с городом Кировградом.

### Водные объекты
Наидлиннейшая в Невьянском районе река Не́йва протекает по его землям преимущественно в северном и северо-западном направлениях. Исток и устье реки находятся за пределами района. На Нейве расположены Верх-Нейвинский и Невьянск, в районе которых река запружена и образованы Верх-Нейвинский, Малый и Невьянский пруды соответственно. В Невьянском районе Нейва принимает ряд притоков, среди которых выделяются реки (от верхнего течения к нижнему):
- Исток (правый приток)
- Бунарка (левый приток, длина — 10 км),
- Лобачёвка (правый приток, длина — 2 км),
- Горелка (правый приток),
- Северная Шуралка (левый приток, длина — 18 км),
- Поскока (правый приток),
- Белая (левый приток),
- Ольховка (правый приток),
- Ближняя Быньга (левый приток, длина — 14 км),
- Дальняя Быньга (левый приток, длина — 15 км),
- Таволга (правый приток, длина — 11 км),
- Сербишная (левый приток).

Реки Шайтанка и Малый Режик протекают по землям Невьянского района, но впадают в Нейву за его пределами.
Вблизи истока Нейвы, в южной части Невьянского района, расположено озеро Таватуй площадью 21,2 км², на берегу которого расположено 4 посёлка. Озеро имеет овальную форму. Оно вытянуто с юга на север примерно на 8 км. В северо-западной части озеро Таватуй сливается протокой с соседним Верх-Нейвинским прудом. Реки, впадающие в озеро: Большая Шаманиха, Витилка, Казачиха и др.
В восточной части района расположено Аятское озеро площадью 28,3 км². Оно является крупнейшим среди водоёмов Невьянского и соседних районов. Озеро-водохранилище вытянуто с севера на юг приблизительно на 10 км. Имеет форму песочных часов. В Аятское озеро впадает множество рек, среди которых выделяются Кунарка и Шайтан. Река Кунарка протекает с северо-запада на юго-восток и впадает в северо-западную часть Аятского озера. Река Шайтан начинается в горах и протекает преимущественно в северо-восточном направлении по южной и средней частям округа среди болот, лесов и скал.
Из Аятского озера в северо-восточной его части вытекает лишь одна река Аять общей длиной 22 км. Она течёт на восток, вскоре сливаясь с Большим Сапом, 24-километровой рекой, протекающей с северо-запада на юго-восток, в единую реку Реж. На самом востоке Невьянского района Реж принимает левый приток Малый Сап (длина — 19 км). В нижнем течении Сапа слева в него впадает река Пашковка длиной 11 км.
В гористой южной части Невьянского района с запада на восток протекает река Чёрная (в верховье — Большая Чёрная), в которую впадают реки: Смородинка, Кырман, Медведянка, Сагра, Малая Чёрная и мелкие притоки. Река Чёрная начинается на юго-западе района, где также берут исток Большой Ржавец, Восточный Шишим и его левый приток Шишимка 2-я. Последние три относятся к Камскому бассейну — все остальные реки района относятся к Иртышскому бассейну. В этой местности проходит водораздел Уральских гор между Восточной Европой и Северной Азией.
К северо-западной границе Невьянского района выходит река Тагил, но в пределах района она почти не узрима. В той же местности на небольшом отдалении друг от друга протекают одноимённые ручей и река под названием Пачка, впадающие в Тагил за пределами района.
В Невьянском районе рассеяно множество малых по площади озёр:
- в северо-западной части района — Глухое и Карасье,
- в средней части — Белоусово, Красилово, Вшивое и Пронино,
- в южной части — Малый Таватуй и Черновское.

В Невьянском районе, особенно в пойменных местах, встречается множество болот:
- в северо-западной и северной частях района — Глухое и Тундровое,
- в северо-западной части — Березовское (на границе с Пригородным районом) и Светлое,
- к востоку от Невьянска — Таволжанское и Саповское,
- у западной границы района (в долине реки Нейвы и её правых притоков) — Молебское, Шайтанское и Барсучье,
- в восточной части (в долине реки Аяти и её притоков) — Купердишное, Быстровское, Черемисское и Сенное,
- в окрестностях Верх-Нейвинска — Глухое, Светлое, Алексеевская Пойма и болото Отца Павла,
- в средней части (в бассейне реки Шайтан) — Чистое, Глуховское и Таватуйское,
- в южной части — Черновское.

### Рельеф
Невьянский район расположен на Среднем Урале, в местах перехода от горно-холмистого к равнинному рельефу. Бо́льшая часть района, кроме юго-западных земель, находится на восточном склоне. Цепь Уральских гор огибает Невьянский район с запада и юго-запада. Высотные горы находятся в основном в южной части района. Среди них отмечаются следующие горы:
- Чернижная (высочайшая; 508,2 м над уровнем моря),
- Стожок (462 м),
- Берёзовая (449,1 м),
- Чащевитая (443,6 м),
- Большой Камень (402,9 м),
- Сидорова (387 м),
- Кобылья Голова (336 м),

а также множество других вершин.
Горы в окрестностях Таватуя и Аяти богаты скалами, привлекающими путешественников. Из них наиболее примечательны: Кобылья Голова, Кырманские скалы и Каменный цветок. К востоку от Верх-Нейвинского пруда и озера Таватуй разбросаны скалы-останцы Верх-Исетского гранитного массива: Семь Братьев и Одна Сестра, Три Сестры, Вороний Камень и другие. К северо-востоку от Верх-Нейвинска находится гора Попов Остров (323,3 м), на вершине которой тоже расположены скалы.
На западной границе Невьянского района встречаются горы высотой около 300 м. На северо-западе района расположены Грушевые горы. Восточная и северная части Невьянского района более пологие.

### Транспорт
Через Невьянский район преимущественно с юга на север проходят участки Серовского тракта и Свердловской железной дороги, соединяющие два крупных уральских города Екатеринбург и Нижний Тагил.
Серовский тракт служит и в качестве дорожной связи населённых пунктов Невьянского района. Ранее тракт проходил через сам Невьянск. Сейчас тракт проходит к западу от города в виде объездной дороги. В границах Невьянского района от Серовского тракта есть ответвления (по ходу движения со стороны Нижнего Тагила в направлении на Екатеринбург):
- на посёлки Быньговский и Аник,
- на город Невьянск (с севера, запада и юга),
- на посёлки Вересковый, Цементный и Забельный,
- на село Шурала и соседний город Кировград,
- на пристанционный посёлок Шурала,
- на расположенные вне района посёлок Нейво-Рудянка и город Верхний Тагил,
- на посёлок городского типа Верх-Нейвинский,
- на посёлок Таватуй (с севера),
- на посёлки Таватуй (с юга) и Аять[27].

От города Невьянска, кроме подъездов к Серовскому тракту, ведут автодороги:
- в юго-восточном направлении от города — Старый Верхотурский тракт (участок дороги Невьянск — Верхняя Пышма, соединяет Невьянск с посёлком Середовина, сёлами Кунара и Шайдуриха и деревней Пьянково),
- в восточном направлении — на Реж (соединяет Невьянск и посёлок Осиновский, сёла Конёво, Киприно и Корелы),
- в северо-восточном направлении — на Сербишино (соединяет город с селом Быньги и деревнями Верхние Таволги, Нижние Таволги и Сербишино).

Автодороги в сторону Верхней Пышмы и Режа соединены дорогой, проходящей через село Аятское. От Верхотурского тракта возле посёлка Середовина есть южное ответвление на посёлок Ребристый и деревню Федьковку. До деревни Гашени ведёт дорога из села Конёва, а до посёлка Ударника — из села Быньги.
Посёлки Калиново, Невьянский Рыбзавод, Приозёрный, Таватуйский Детдом и пристанционное село Таватуй соединяет автодорога Новоуральск — Мурзинка — Таватуй, пролегающая в юго-западной части Невьянского района.
Железнодорожная ветка Нижний Тагил — Екатеринбург связывает следующие населённые пункты Невьянского района:
- посёлок Быньговский — здесь расположен обгонный пункт Быньговский,
- город Невьянск — станция Невьянск,
- село Шурала — остановочный пункт 419 км,
- посёлок Шурала — станция Шурала,
- посёлок Верх-Нейвинский — станция Верх-Нейвинск,
- посёлок Калиново — остановочный пункт Калиново (в 2 км от посёлка),
- село Таватуй — обгонный пункт Таватуй,
- посёлок Аять — станция Аять и остановочный пункт 472 км.

В пределах Невьянского района находятся также не упомянутые выше остановочные пункты: 392 км, Таволги и 466 км.

## История

### Невьянский район Уральской области
Невьянский район был образован после реформы 1923-1924 годов по укрупнению административно-территориального деления страны в составе Екатеринбургского округа (с 1924 года — Свердловский округ) Уральской области. Район образовали следующие упразднённые волости бывшего Екатеринбургского уезда: Быньговская, Верх-Нейвинская, Верхне-Тагильская, Невьянская, Нейво-Рудянская, Северо-Конёвская (Аятская), Шуралинская.
4 ноября 1926 года ВЦИК утвердил деление области на округа и районы — окончательно юридически зафиксирован Невьянский район.
В 1930 году упразднён Свердловский округ, а Невьянский район передан в прямое подчинение Уральской области.
10 июня 1931 года границы и состав района были изменены:
- в Невьянский район была включена территория упразднённого Петрокаменского района,
- рабочий посёлок Калата был выделен в отдельную административно-хозяйственную единицу с подчинением её Уральскому облисполкому.

10 сентября 1932 года рабочий посёлок Калата был преобразован в город областного подчинения.

### Калатинский район
20 сентября 1933 года вновь были изменены границы и состав района:
- частично Невьянский район объединён с городом Калатой и его сельской местностью и переименован в Калатинский район;
- в подчинение Нижнетагильскому горсовету были переданы сельсоветы бывшего Петрокаменского района, включённые двумя годами ранее в Невьянский район.

17 января 1934 года Уральская область разделена на Обско-Иртышскую, Челябинскую и Свердловскую области. Калатинский район вошёл в состав последней.
10 мая 1934 года Мурзинский сельсовет бывшего Невьянского района принято считать не в Калатинском районе, а в пригородной зоне Нижнетагильского горсовета. В числе состава районов, непосредственно подчинённых Свердловскому облисполкому Калатинский район с временным центром в Невьянске с планируемым перенесением районного центра в Калату.
28 мая 1935 года Постановлением Президиума облисполкома № 427 центр Калатинского района решено временно сохранить в Невьянске.
20 апреля 1935 года населённые пункты Белоречка, Карпушиха, Лёвиха и Цементный были отнесены к категории рабочих посёлков.

### Кировградский район
21 декабря 1935 года Постановлением ЦИК СССР город Калата был переименован в Кировград, а Калатинский район — в Кировградский. Районным центром остался город Невьянск.
10 июля 1938 года Бызовский сельсовет был передан в состав Петрокаменского района.
3 октября 1938 года в связи с разделением Свердловской области на Пермскую и Свердловскую области Кировградский район оставлен в составе последней.
16 июня 1940 года посёлок Верхний Тагил был исключён из городской черты Кировграда и отнесён к разряду рабочих посёлков.
В марте 1941 года Пальниковский сельсовет передан из состава Кировградского района во вновь образованный Билимбаевский район.

### Невьянский район в 1941—1963 гг.
12 марта 1941 года Указом Президиума Верховного Совета РСФСР Кировград был выделен в категорию городов областного подчинения. Он вышел из состава района и образовал самостоятельную административно-территориальную единицу. Кировградский район был переименован в Невьянский. Из состава района были выведена большая территория, включая рабочие посёлки: Белоречка, Верхний Тагил, Лёвиха, Карпушиха и Нейво-Рудянка.
17 марта 1941 года населённые пункты Большие и Малые Ключи Шуралинского сельсовета были переданы в административное подчинение Цементного поссовета.
18 июня 1941 года Воробьёвский сельсовет был присоединён к Пальниковскому cельсовету Билимбаевского района.
26 июля 1944 года населённые пункты Аять и Калиново отнесены к категории рабочих посёлков. В административно-хозяйственное подчинение Калиновского поссовета были перечислены: пос. при ж.д. ст. Мурзинка и ж.д. будки 448, 450, 452, 453 и 457 км (из состава Тарасовского сельсовета) и пос. Шаманиха (из состава Таватуйского сельсовета). В административно-хозяйственное подчинение Аятского поссовета были перечислены: ж.д. будки 470, 472 и 474 км и бараки 74 лесного квартала.
27 февраля 1947 года пос. ст. Таватуй и лесозаготовительный участок завода № 386 перечислены из состава Тарасовского сельсовета в Аятский поссовет.
18 июня 1954 года:
- деревня Пьянково была перечислена из Аятского сельсовета в Шуралинский;
- были объединены сельсоветы: Осиновский сельсовет — с Конёвским, Корельский — с Кипринским, Кунарский — с Шайдурихинским, Федьковский — с Шуралинским.

13 ноября 1959 года из Быньговского сельсовета в Невьянский горсовет были перечислены посёлки Быньговского и Таволгинского ж.д. разъездов и ж.д. будки 392-го, 394-го и 404-го км.
26 сентября 1960 года Невьянск преобразован в город областного подчинения, а городской и районный Советы были объединены в единый Невьянский горсовет, которому подчинены также сельсоветы. Район как территориальная единица был сохранён.
28 октября того же года зарегистрированы вновь возникшие населённые пункты:
- в Аятском сельсовете — посёлок Сосновка;
- в Быньговском сельсовете — посёлки Еловка и Заречный;
- в подчинении Невьянского горсовета — посёлок Аник.

25 декабря 1961 года Кипринский сельсовет был объединён с Аятским сельсоветом, а Таватуйским сельсовет с Калиновским поссоветом.
25 июня 1962 года посёлок Шаманиха был переименован в Приозёрный, а деревня Обжорино — в Невьянку.
1 февраля 1963 года Невьянский район был упразднён. Аятский, Быньговский, Коневский, Таволгинский, Шайдурихинский и Шуралинский сельсоветы были переданы в состав Нижнетагильского сельского района.

### Невьянский район с 1965 года
13 января 1965 года вновь образован Невьянский район с центром в Невьянске. Поселковые и сельские Советы были подчинены горсовету Невьянска.
22 ноября 1966 года переименованы населённые пункты:
- посёлок участка № 1 отделения № 1 совхоза «Невьянский» — в Ребристый,
- посёлок бригады № 1 отделения № 2 совхоза «Невьянский» — в Горельский,
- посёлок бригады № 2 отделения № 2 совхоза «Невьянский» — в Холмистый,
- посёлок подсобного хозяйства железнодорожной больницы — в Смородиновый,
- посёлок завода железобетонных изделий — в Вересковый.

13 января 1967 года из Цементного поссовета был выделен Шуралинский сельсовет, в состав которого вошли: с. Шурала (центр), пос. ж.д. ст. Шурала, подсобного хозяйства базы № 5, ж.д. площадки 3 км и ж.д. будки 417 км. Из Аятского сельсовета в Конёвский были переданы с. Киприно и Корелы.
14 ноября 1968 года эти сельские населённые пункты снова были выделены из Конёвского сельсовета и образовали Кипринский сельсовет (центр — с. Киприно).
17 февраля 1971 года село Таватуй, подчинявшееся Калиновскому поссовету, было отнесено к категории дачных посёлков. Был образован Таватуйский поссовет, подчинённый Невьянскому горсовету.
13 ноября 1975 года:
- п. Забельный был передан из состава Невьянского горсовета в Цементный поссовет;
- образован Середовинский сельсовет, в состав из состава Невьянского горсовета были переданы посёлки Середовина (центр сельсовета) и Осиновский.

30 декабря 1976 года были упразднены 9 населённых пунктов:
- посёлки Таволгинский и Шигирь Невьянского горсовета;
- посёлок Сосновка Аятского сельсовета;
- посёлок Заречный Быньговского сельсовета;
- деревня Воробьи Тарасковского сельсовета;
- посёлок Федьковский Федьковского сельсовета;
- посёлки Квартал 48 и Кириковский Шайдурихинского сельсовета;
- посёлок Подсобное хозяйство базы № 5 Шуралинского сельсовета.

9 февраля 1977 года были уточнены как правильные наименования:
- пос. Быньговский (вместо пос. ж.д. ст. Быньговская) Невьянского горсовета;
- д. Корелы (вместо с. Корелы) Кипринского сельсовета;
- с. Конёво (вместо с. Конёвское(во)) Конёвского сельсовета;
- д. Елани (вместо д. Ялани) Тарасковского сельсовета;
- д. Пьянково (вместо д. Пьянкова(о)) Шайдурихинского сельсовета.

23 февраля 1977 года были объединены посёлок при ж.д. ст. Аять и рабочий посёлок Аять.
1 апреля 1977 года в Тарасковском сельсовете деревня Мазина(о) была включена в состав деревни Елани.
2 февраля 1987 года был упразднён посёлок Дедогор, относившийся к Калиновскому поссовету либо на момент упразднения Невьянскому горсовету.
4 января 1994 года из юго-западной части Невьянского района выделено закрытое административно-территориальное образование город Новоуральск, которое составил закрытый, но рассекреченный город Новоуральск, называвшийся ранее Свердловском-44 и расположенный к западу от Верх-Нейвинска. Также в состав ЗАТО вошли:
- пристанционный посёлок Мурзинка Калиновского поссовета,
- Тарасковский сельсовет, включая все четыре населённых пункта — село Тарасково, деревни Елани, Пальники и Починок.

В 1996 году на территории города Невьянска и Невьянского района (за исключением посёлка Верх-Нейвинского) было создано муниципальное образование Невьянский район. Рабочий посёлок Верх-Нейвинский был выделен в самостоятельное муниципальное образование посёлок Верх-Нейвинский. 16 ноября 1996 года муниципальные образования были включены в областной реестр.
В 2004 году вновь образована деревня Сосновка, однако наименование до сих пор не утверждено Правительством РФ. В областном законодательстве населённый пункт фигурирует как «деревня с предполагаемым наименованием Сосновка».
31 декабря 2004 года муниципальные образования были наделены статусом городского округа. Рабочие посёлки Аять, Калиново, Цементный, дачный посёлок Таватуй были преобразованы в сельские населённые пункты.
Законом от 27 декабря 2004 года город Невьянск, ранее относившийся к городам областного подчинения, и вошёл в состав Невьянского района. Закон вступил в силу через 10 дней после официального опубликования, то есть в январе 2005 года.
1 января 2006 года муниципальные образования Невьянский район и посёлок Верх-Нейвинский были переименованы в Невьянский городской округ и городской округ Верх-Нейвинский соответственно.
1 октября 2017 года в рамках административной реформы в Свердловской области в Невьянском районе согласно областному закону № 35-ОЗ произошёл ряд преобразований:
- упразднены как административно-территориальные единицы все поссоветы и сельсоветы,
- рабочий посёлок Верх-Нейвинский изменил свой статус на посёлок городского типа (без уточнения вида),
- посёлок Таватуй упраздняемого Аятского поссовета был преобразован в село,
- посёлок железнодорожной станции Шурала был преобразован в посёлок (без уточнения)[48].

17 декабря 2018 года был упразднён посёлок Горельский.
25 декабря 2019 года законом Свердловской области № 142-ОЗ посёлок Холмистый присоединён к городу Невьянску, а посёлок Плотина упразднён.
Летом 2023 года в Невьянском районе произошёл разрушительный пожар, затронувший село Шайдуриха. В Шайдурихе сгорел 41 дом. 
1 января 2025 года Невьянский городской округ был преобразован в Невьянский муниципальный округ.

## Населённые пункты
В состав Невьянского района входят 36 населённых пунктов:
- 2 населённых пункта городского типа — 1 город и 1 посёлок городского типа,
- 34 населённых пункта сельского типа — 16 посёлков (сельского типа), 10 сёл и 8 деревень.

| №  | Населённый пункт    | Тип               | Население |
| -- | ------------------- | ----------------- | --------- |
| 1  | Аник                | посёлок           | ↗6        |
| 2  | Аятское             | село              | ↘568      |
| 3  | Аять                | посёлок           | ↘781      |
| 4  | Быньги              | село              | ↘2216     |
| 5  | Быньговский         | посёлок           | ↘28       |
| 6  | Вересковый          | посёлок           | ↘290      |
| 7  | Верх-Нейвинский     | пгт               | ↘4348     |
| 8  | Верхние Таволги     | деревня           | ↗156      |
| 9  | Гашени              | деревня           | ↗6        |
| 10 | Забельный           | посёлок           | ↘128      |
| 11 | Калиново            | посёлок           | ↘1732     |
| 12 | Киприно             | село              | ↘296      |
| 13 | Конёво              | село              | ↘524      |
| 14 | Корелы              | село              | ↘41       |
| 15 | Кунара              | село              | ↘113      |
| 16 | Невьянка            | деревня           | ↗14       |
| 17 | Невьянск            | город, адм. центр | ↘22 030   |
| 18 | Невьянский Рыбзавод | посёлок           | ↘1        |
| 19 | Нижние Таволги      | деревня           | ↗377      |
| 20 | Осиновка            | деревня           | ↘116      |
| 21 | Осиновский          | посёлок           | ↘12       |
| 22 | Приозёрный          | посёлок           | ↘10       |
| 23 | Пьянково            | деревня           | ↗44       |
| 24 | Ребристый           | посёлок           | ↗912      |
| 25 | Сербишино           | деревня           | ↘26       |
| 26 | Середовина          | посёлок           | ↘239      |
| 27 | Сосновка            | деревня           | ↗7        |
| 28 | Таватуй             | посёлок           | ↘398      |
| 29 | Таватуй             | село              | ↘398      |
| 30 | Таватуйский Детдом  | посёлок           | ↘13       |
| 31 | Ударник             | посёлок           | ↘101      |
| 32 | Федьковка           | село              | ↘155      |
| 33 | Цементный           | посёлок           | ↘5022     |
| 34 | Шайдуриха           | село              | ↘346      |
| 35 | Шурала              | посёлок           | ↘49       |
| 36 | Шурала              | село              | ↗477      |

## Административно-территориальное устройство
До 1 октября 2017 года Невьянский район включал административно-территориальные единицы третьего уровня: 9 сельсоветов, сельские населённые пункты, непосредственно входящие в район, 1 город с подчинёнными сельскими населёнными пунктами и 1 рабочий посёлок.
| №        | ТЕ / АТЕ           | Состав | ГО              |
| -------- | ------------------ | --- | --------------- |
| 1        | город Невьянск     | Невьянск, посёлки Быньговский, Вересковый                                                                                    | Невьянский      |
| 2        | рп Верх-Нейвинский | Верх-Нейвинский | Верх-Нейвинский |
| 3        | с.н.п.             | посёлки Аять, Забельный, Калиново, Невьянский Рыбзавод, Приозёрный, Таватуй, Таватуйский Детдом, Цементный, деревня Сосновка | Невьянский      |
| 3.000001 | сельсоветы         | |                 |
| 4        | Аятский            | село Аятское, посёлок Таватуй                                                                                                | Невьянский      |
| 5        | Быньговский        | село Быньги, посёлки Аник, Ударник                                                                                           | Невьянский      |
| 6        | Кипринский         | сёла Киприно, Корелы | Невьянский      |
| 7        | Конёвский          | село Конёво, деревни Гашени, Осиновка                                                                                        | Невьянский      |
| 8        | Ребристый          | посёлки Ребристый, Горельский, Холмистый, деревня Невьянка, село Федьковка                                                   | Невьянский      |
| 9        | Середовинский      | посёлки Середовина, Осиновский                                                                                               | Невьянский      |
| 10       | Таволгинский       | деревни Нижние Таволги, Верхние Таволги, Сербишино                                                                           | Невьянский      |
| 11       | Шайдурихинский     | сёла Шайдуриха, Кунара, посёлок Плотина, деревня Пьяноково                                                                   | Невьянский      |
| 12       | Шуралинский        | село Шурала, посёлок ж/д ст Шурала                                                                                           | Невьянский      |

Ранее существовали поссоветы:
- Аятский — рабочий посёлок Аять, посёлок Таватуй;
- Калиновский — рабочий посёлок Калиново, посёлки Дедогор (упразднённый), Мурзинка (впоследствии вошедший в состав ЗАТО город Новоуральск), Невьянский Рыбзавод, Приозёрный, Таватуйский Детдом;
- Цементный — рабочий посёлок Цементный, посёлок Забельный.

Также в составе Невьянского района до 1994 года был Тарасковский сельсовет, включавший село Тарасково, деревни Елани, Пальники и Починок. В 1994—2017 годах сельсовет входил в состав ЗАТО города Новоуральска, после чего был упразднён.
В ОКАТО до 2020 года Невьянск значился как город областного подчинения, посёлки Быньговский и Вересковый значились как сельские населённые пункты, подчинённые администрации города областного подчинения Невьянска.